# Serguei Magnitski
Serguei Leonídovitx Magnitski (Серге́й Леони́дович Магни́тский; Odessa, 8 d'abril de 1972 - Moscou, 16 de novembre de 2009) va ser un advocat i auditor rus. El seu arrest, el 2008, i la seva mort, després de trobar-se 11 mesos sota custòdia policial, van provocar molta atenció mediàtica així com diverses investigacions, oficials i no oficials, sobre frau, robatori i violacions dels drets humans a Rússia.
Magnitski havia denunciat que s'havia produït un robatori a gran escala a l'estat rus, permès i portat a terme per funcionaris russos. Va ser arrestat i, posteriorment, va morir a la presó, set dies abans d'expirar l'any durant el qual podia estar, de manera legal, empresonat sense judici. En total, va passar 358 dies a la presó de Butyrka. Allí hi va desenvolpuar colelitiasi, pancreatitis i obstrucció de la vesícula biliar, a més de rebre un tractament mèdic inadequat. Un consell sobre drets humans organitzat pel Kremlin va exposar que havia estat assaltat físicament poc abans de la seva mort. El seu cas es va convertir en una cause célèbre.